# Liste von Terroranschlägen im Jahr 1987
Die Liste von Terroranschlägen im Jahr 1987 enthält eine unvollständige Auswahl von Terroranschlägen, die im Jahr 1987 passierten. Attentate werden gesondert in der Liste bekannter Attentate behandelt. Die Liste von Sprengstoffanschlägen listet auch nichtterroristische Anschläge. Die Liste von Flugzeugentführungen enthält eine Liste mit meist terroristischem Hintergrund. Im Artikel Rechtsterrorismus werden weitere terroristische Anschläge aufgezählt.

## Erläuterung
In der Spalte Politische Ausrichtung ist die politische bzw. weltanschauliche Einordnung der Täter angegeben: faschistisch, rassistisch, nationalistisch, nationalsozialistisch, sozialistisch, kommunistisch, antiimperialistisch, islamistisch (schiitisch, sunnitisch, deobandisch, salafistisch, wahhabitisch), hinduistisch. Bei vorrangig auf staatliche Unabhängigkeit oder Autonomie zielender Ausrichtung ist autonomistisch vorangestellt, gefolgt von der Region oder der Volksgruppe und ggf. weiteren Merkmalen der Täter: armenisch, irisch (katholisch), kurdisch, tirolisch, tschetschenisch, dagestanisch, punjabisch (sikhistisch), palästinensisch.
Die Opferzahlen der Anschläge werden farbig dargestellt:

## Januar
| Datum/Beginn    | Betroffenes Land | Anschlag                 | Täter                             | Politische Ausrichtung                                               | Mittel                     | Ziel               | Tote | Verletzte | Hintergrund                       |
| --------------- | ---------------- | ------------------------ | --------------------------------- | -------------------------------------------------------------------- | -------------------------- | ------------------ | ---- | --------- | --------------------------------- |
| 06. Januar 1987 | El Salvador      | Anschlag in Morazán      | Guerillas                         |                                                                      |                            | Militäraußenposten | 28   | 0         | Salvadorianischer Bürgerkrieg     |
| 13. Januar 1987 | Kolumbien        | Anschlag in Barranquilla | M-19                              | bolivarianistisch, links-nationalistisch, revolutionär-sozialistisch | Brandbombe                 | Passagierbus       | 13   | 37        | Bewaffneter Konflikt in Kolumbien |
| 15. Januar 1987 | Philippinen      | Anschlag in Manila       | MILF                              | autonomistisch, moro-sozialistisch                                   | Schusswaffe(n), Granate(n) |                    | 7    | 50        | Moro-Konflikt                     |
| 18. Januar 1987 | Sri Lanka        | Anschlag in Colombo      | Tamilische Separatisten           | autonomistisch                                                       | Sprengsatz                 | Bus                | 7    | 50        | Bürgerkrieg in Sri Lanka          |
| 26. Januar 1987 | Spanien          | Anschlag in Saragossa    | vermutlich Baskische Separatisten | autonomistisch                                                       | Autobombe                  | Militärkonvoi      | 3    | 36        | ETA-Konflikt                      |
| 28. Januar 1987 | Sri Lanka        | Anschlag in Colombo      | Tamilische Rebellen               |                                                                      | Schusswaffe(n)             | Polizeikonvoi      | 21   | 0         | Bürgerkrieg in Sri Lanka          |

## Februar
| Datum/Beginn     | Betroffenes Land | Anschlag                                     | Täter            | Politische Ausrichtung                          | Mittel     | Ziel                     | Tote | Verletzte | Hintergrund                                          |
| ---------------- | ---------------- | -------------------------------------------- | ---------------- | ----------------------------------------------- | ---------- | ------------------------ | ---- | --------- | ---------------------------------------------------- |
| 06. Februar 1987 | Pakistan         | Anschlag in Quetta                           |                  |                                                 |            | Hotel                    | 1    | 27        |                                                      |
| 08. Februar 1987 | Sri Lanka        | Anschlag in Colombo                          | LTTE             | autonomistisch, tamilisch-sozialistisch         | Äxte       |                          | 28   | 0         | Bürgerkrieg in Sri Lanka                             |
| 09. Februar 1987 | Libanon          | Anschlag in Beirut                           | vermutlich PLO   | autonomistisch, palästinensisch-nationalistisch | Autobombe  | Schiitisches Wohnviertel | 80   | 15        | Libanesischer Bürgerkrieg                            |
| 13. Februar 1987 | El Salvador      | Anschlag in Morazán                          | FMLN             | marxistisch-leninistisch                        |            | Dorf                     | 49   | 0         | Salvadorianischer Bürgerkrieg                        |
| 18. Februar 1987 | Marokko          | Anschlag in Laâyoune-Boujdour-Sakia El Hamra | Frente Polisario | nationalistisch, sozialdemokratisch             |            | Militärstützpunkte       | 200  | 0         |                                                      |
| 19. Februar 1987 | Pakistan         | Anschlag nahe Peschawar                      |                  |                                                 | Autobombe  | Lastwagen                | 9    | 61        |                                                      |
| 23. Februar 1987 | Sri Lanka        | Anschlag in Colombo                          | LTTE             | autonomistisch, tamilisch-sozialistisch         | Autobombe  | Wassertank               | 60   | 0         | Bürgerkrieg in Sri Lanka                             |
| 24. Februar 1987 | Philippinen      | Anschlag in Zamboanga del Sur                | vermutlich NPA   | marxistisch-leninistisch-maoistisch             | Granate(n) | Auditorium               | 9    | 58        | Kommunistischer Revolutionskampf auf den Philippinen |

## März
| Datum/Beginn  | Betroffenes Land | Anschlag                 | Täter                             | Politische Ausrichtung                                               | Mittel                                         | Ziel                         | Tote | Verletzte | Hintergrund                                          |
| ------------- | ---------------- | ------------------------ | --------------------------------- | -------------------------------------------------------------------- | ---------------------------------------------- | ---------------------------- | ---- | --------- | ---------------------------------------------------- |
| 04. März 1987 | Österreich       | Anschlag in Salzburg     |                                   |                                                                      |                                                | Fahrzeug in Tiefgarage       | 0    | 1         |                                                      |
| 13. März 1987 | Philippinen      | Anschlag in Manila       | vermutlich NPA                    | marxistisch-leninistisch-maoistisch                                  | Sprengsatz                                     | Militärakademie              | 4    | 38        | Kommunistischer Revolutionskampf auf den Philippinen |
| 15. März 1987 | Indien           | Anschlag in Chennai      | vermutlich Tamilische Extremisten |                                                                      | Sprengstoff                                    | Expresszug                   | 32   | 200       | Bürgerkrieg in Sri Lanka                             |
| 17. März 1987 | Kolumbien        | Anschlag in San Pablo    | ELN                               | marxistisch-leninistisch                                             | Automatische Schusswaffe(n)                    | Militäreinheit               | 27   | 0         | Bewaffneter Konflikt in Kolumbien                    |
| 18. März 1987 | Dschibuti        | Anschlag in Dschibuti    |                                   |                                                                      |                                                | Café                         | 10   | 40        |                                                      |
| 23. März 1987 | Deutschland      | Anschlag in Rheindahlen  | PIRA                              | autonomistisch, irisch-republikanisch, links-nationalistisch         | Autobombe                                      | Britischer Militärstützpunkt | 0    | 31        | Nordirlandkonflikt                                   |
| 24. März 1987 | Sri Lanka        | Anschlag in Colombo      | Tamilische Separatisten           | autonomistisch                                                       | Schusswaffe(n), Messer                         |                              | 25   | 0         | Bürgerkrieg in Sri Lanka                             |
| 27. März 1987 | Spanien          | Anschlag in Barcelona    | Katalanische Rote Befreiungsarmee | katalanisch-autonomistisch, kommunistisch                            | Autobombe                                      | Zivilisten                   | 1    | 15        |                                                      |
| 29. März 1987 | Peru             | Anschlag in Lima         | MRTA                              | marxistisch-leninistisch, links-nationalistisch, antiimperialistisch |                                                | Schuhgeschäfte               | 0    | 48        | Bewaffneter Konflikt in Peru                         |
| 31. März 1987 | El Salvador      | Anschlag in Chalatenango | FMLN                              | marxistisch-leninistisch                                             | Automatische Schusswaffe(n), Mörser, Rakete(n) | Militärstützpunkt            | 70   | 130       | Salvadorianischer Bürgerkrieg                        |

## April
| Datum/Beginn   | Betroffenes Land | Anschlag                 | Täter            | Politische Ausrichtung                                                                         | Mittel                      | Ziel                           | Tote | Verletzte | Hintergrund                  |
| -------------- | ---------------- | ------------------------ | ---------------- | ---------------------------------------------------------------------------------------------- | --------------------------- | ------------------------------ | ---- | --------- | ---------------------------- |
| 04. April 1987 | Sri Lanka        | Anschlag in Jaffna       | LTTE             | autonomistisch, tamilisch-sozialistisch                                                        |                             |                                | 65   | 1         | Bürgerkrieg in Sri Lanka     |
| 08. April 1987 | Botswana         | Anschlag in Gaborone     |                  |                                                                                                | Sprengstoff                 | Fahrzeug                       | 3    | 4         |                              |
| 09. April 1987 | Pakistan         | Anschlag in Rawalpindi   |                  |                                                                                                | Sprengstoff                 | Markt                          | 8    | 40        |                              |
| 17. April 1987 | Sri Lanka        | Anschlag in Trincomalee  | LTTE             | autonomistisch, tamilisch-sozialistisch                                                        | Automatische Schusswaffe(n) | Bus, Singhalesische Zivilisten | 126  | 64        | Bürgerkrieg in Sri Lanka     |
| 19. April 1987 | Peru             | Anschlag in Huancavelica | Leuchtender Pfad | marxistisch-leninistisch-maoistisch                                                            | Sprengstoff                 | Militärfahrzeuge               | 164  | 3         | Bewaffneter Konflikt in Peru |
| 21. April 1987 | Sri Lanka        | Anschlag in Colombo      | LTTE             | autonomistisch, tamilisch-sozialistisch                                                        | Autobombe                   | Busbahnhof                     | 106  | 295       | Bürgerkrieg in Sri Lanka     |
| 25. April 1987 | Griechenland     | Anschlag in Athen        | 17. November     | marxistisch, antikapitalistisch, links-nationalistisch, anti-amerikanisch, antiimperialistisch | Sprengstoff                 | US-Militärbus                  | 0    | 18        |                              |

## Mai
| Datum/Beginn | Betroffenes Land | Anschlag                 | Täter                     | Politische Ausrichtung   | Mittel                                 | Ziel              | Tote | Verletzte | Hintergrund                   |
| ------------ | ---------------- | ------------------------ | ------------------------- | ------------------------ | -------------------------------------- | ----------------- | ---- | --------- | ----------------------------- |
| 01. Mai 1987 | Nicaragua        | Anschlag in Matagalpa    | FDN                       |                          | Automatische Schusswaffe(n)            | Militäreinheit    | 0    | 20        | Contra-Krieg                  |
| 01. Mai 1987 | El Salvador      | Anschlag in Morazán      | FMLN                      | marxistisch-leninistisch | Automatische Schusswaffe(n), Rakete(n) | Militärstützpunkt | 18   | 28        | Salvadorianischer Bürgerkrieg |
| 09. Mai 1987 | Simbabwe         | Anschlag in Somabhula    |                           |                          | Automatische Schusswaffe               | Klubgebäude       | 4    | 0         |                               |
| 09. Mai 1987 | Libanon          | Anschlag in Nord-Libanon |                           |                          | Sprengstoff                            | Resort            | 1    | 34        | Libanesischer Bürgerkrieg     |
| 12. Mai 1987 | Simbabwe         | Anschlag in Harare       | Südafrikanische Guerillas |                          | Sprengstoff                            | Regierungsbüro    | 1    | 0         |                               |
| 14. Mai 1987 | Pakistan         | Anschlag in Peschawar    |                           |                          | Sprengstoff                            | Bushaltestelle    | 7    | 32        |                               |
| 18. Mai 1987 | Simbabwe         | Anschlag in Harare       |                           |                          | Automatische Schusswaffe               | Farm              | 1    | 0         |                               |

## Juni
| Datum/Beginn  | Betroffenes Land | Anschlag               | Täter            | Politische Ausrichtung                   | Mittel                                    | Ziel                             | Tote | Verletzte | Hintergrund              |
| ------------- | ---------------- | ---------------------- | ---------------- | ---------------------------------------- | ----------------------------------------- | -------------------------------- | ---- | --------- | ------------------------ |
| 01. Juni 1987 | Sri Lanka        | Anschlag in Kandy      | LTTE             | autonomistisch, tamilisch-sozialistisch  | Automatische Schusswaffe(n)               | Buddhistische Mönche in Bus      | 30   | 0         | Bürgerkrieg in Sri Lanka |
| 02. Juni 1987 | Indien           | Anschlag in Jalandhar  | Sikh-Extremisten |                                          | Sprengstoff                               | Kino                             | 4    | 30        |                          |
| 02. Juni 1987 | Pakistan         | Anschlag in Rawalpindi |                  |                                          | Sprengstoff                               | Markt                            | 0    | 27        |                          |
| 02. Juni 1987 | Sri Lanka        | Anschlag in Ampara     | LTTE             | autonomistisch, tamilisch-sozialistisch  | Schusswaffen, Schwerter, Maschinengewehre | Buddhistische Mönche, Zivilisten | 34   | 11        | Bürgerkrieg in Sri Lanka |
| 04. Juni 1987 | Pakistan         | Anschlag in Peschawar  |                  |                                          | Sprengstoff                               | Kino                             | 3    | 25        |                          |
| 16. Juni 1987 | Nicaragua        | Anschlag in Chontales  | FDN              |                                          | Automatische Schusswaffe(n)               | Militärposten                    | 25   | 0         | Contra-Krieg             |
| 19. Juni 1987 | Spanien          | Anschlag in Barcelona  | ETA              | autonomistisch, baskisch-nationalistisch | Autobombe                                 | Einkaufszentrum                  | 21   | 45        | ETA-Konflikt             |
| 20. Juni 1987 | Malta            | Anschlag in Valletta   |                  |                                          | Automatische Schusswaffe(n)               | Touristen in Tourbus             | 0    | 11        |                          |

## Juli
| Datum/Beginn  | Betroffenes Land | Anschlag                     | Täter                            | Politische Ausrichtung                  | Mittel                                         | Ziel                         | Tote | Verletzte | Hintergrund                                          |
| ------------- | ---------------- | ---------------------------- | -------------------------------- | --------------------------------------- | ---------------------------------------------- | ---------------------------- | ---- | --------- | ---------------------------------------------------- |
| 05. Juli 1987 | Pakistan         | Anschlag in Lahore           |                                  |                                         | Sprengstoff                                    | Bahnhof                      | 5    | 50        |                                                      |
| 05. Juli 1987 | Sri Lanka        | Anschlag in Nelliady         | LTTE                             | autonomistisch, tamilisch-sozialistisch | Autobombe                                      | Militärschule                | 27   | 20        | Bürgerkrieg in Sri Lanka                             |
| 06. Juli 1987 | Deutschland      | Anschlag in Lahr/Schwarzwald |                                  |                                         | Sprengstoff                                    | Kanadischer Militärflughafen | 0    | 1         |                                                      |
| 06. Juli 1987 | Indien           | Anschlag nahe Chandigarh     | Sikh-Extremisten                 |                                         | Automatische Schusswaffe(n)                    | Hinduistische Buspassagiere  | 37   | 30+       |                                                      |
| 14. Juli 1987 | Pakistan         | Anschlag in Karatschi        |                                  |                                         | Autobombe                                      | Bushaltestelle               | 75   | 300       |                                                      |
| 14. Juli 1987 | Libanon          | Anschlag in Tripoli          | Islamische Fundamentalisten      | islamisch-fundamentalistisch            | Sprengstoff                                    |                              | 6    | 40        | Libanesischer Bürgerkrieg                            |
| 15. Juli 1987 | Philippinen      | Anschlag in Northern Samar   | NPA                              | marxistisch-leninistisch-maoistisch     | Automatische Schusswaffe(n)                    | Militärposten                | 24   | 0         | Kommunistischer Revolutionskampf auf den Philippinen |
| 16. Juli 1987 | Nicaragua        | Anschlag in Jinotega         | RN                               |                                         | Automatische Schusswaffe(n), Mörser, Rakete(n) | Militäranlage                | 25   | 0         | Contra-Krieg                                         |
| 18. Juli 1987 | Mosambik         | Anschlag in Inhambane        | Resistência Nacional Moçambicana | nationalistisch, konservativ            | Automatische Schusswaffe(n)                    | Dorf                         | 388  | 70        | Mosambikanischer Bürgerkrieg                         |
| 19. Juli 1987 | Philippinen      | Anschlag in Cotabato         | NPA                              | marxistisch-leninistisch-maoistisch     | Automatische Schusswaffe(n)                    | Dorf                         | 22   | 0         | Kommunistischer Revolutionskampf auf den Philippinen |
| 21. Juli 1987 | Peru             | Anschlag in San Martín       | Leuchtender Pfad                 | marxistisch-leninistisch-maoistisch     | Automatische Schusswaffe(n)                    | Polizeiposten                | 20   | 0         | Bewaffneter Konflikt in Peru                         |
| 30. Juli 1987 | Südafrika        | Anschlag in Johannesburg     | African National Congress        | nationalistisch, sozialdemokratisch     | Autobombe                                      | Militärkaserne               | 1    | 68        | Apartheid                                            |

## August
| Datum/Beginn    | Betroffenes Land | Anschlag               | Täter                     | Politische Ausrichtung                 | Mittel                                  | Ziel           | Tote | Verletzte | Hintergrund                                       |
| --------------- | ---------------- | ---------------------- | ------------------------- | -------------------------------------- | --------------------------------------- | -------------- | ---- | --------- | ------------------------------------------------- |
| 07. August 1987 | Pakistan         | Anschlag in Karatschi  |                           |                                        | Sprengstoff                             | Geschäft       | 1    | 27        |                                                   |
| 08. August 1987 | Pakistan         | Anschlag in Peschawar  |                           |                                        | Sprengstoff                             | Teeladen       | 2    | 36        |                                                   |
| 10. August 1987 | Pakistan         | Anschlag in Islamabad  |                           |                                        | Sprengstoff                             | Bushaltestelle | 5    | 35        |                                                   |
| 11. August 1987 | Pakistan         | Anschlag in Mardan     |                           |                                        | Sprengstoff                             | Bushaltestelle | 7    | 45        |                                                   |
| 15. August 1987 | Guatemala        | Anschlag in San Marcos |                           |                                        | Automatische Schusswaffe(n)             | Militäreinheit | 100  | 0         | Guatemaltekischer Bürgerkrieg                     |
| 17. August 1987 | El Salvador      | Anschlag in Cabañas    | FMLN                      | marxistisch-leninistisch               | Automatische Schusswaffe(n)             | Militärkonvoi  | 11   | 21        | Salvadorianischer Bürgerkrieg                     |
| 18. August 1987 | Türkei           | Anschlag in Diyarbakır | Kurdische Extremisten     |                                        | Automatische Schusswaffe(n), Granate(n) | Dorf           | 26   | 30        | Konflikt zwischen der Republik Türkei und der PKK |
| 18. August 1987 | Türkei           | Anschlag in Siirt      | PKK                       | autonomistisch, kurdisch-sozialistisch | Automatische Schusswaffe(n)             | Dorf           | 25   | 0         | Konflikt zwischen der Republik Türkei und der PKK |
| 29. August 1987 | Libanon          | Anschlag in Tripoli    | Lebanese Liberation Front |                                        | Sprengstoff                             | Bus            | 5    | 22        | Libanesischer Bürgerkrieg                         |

## September
| Datum/Beginn       | Betroffenes Land | Anschlag                   | Täter            | Politische Ausrichtung              | Mittel                      | Ziel         | Tote | Verletzte | Hintergrund                  |
| ------------------ | ---------------- | -------------------------- | ---------------- | ----------------------------------- | --------------------------- | ------------ | ---- | --------- | ---------------------------- |
| 06. September 1987 | Philippinen      | Anschlag in Zamboanga City |                  |                                     | Gift                        | Polizei      | 19   | 140       |                              |
| 09. September 1987 | Libanon          | Anschlag in Tripoli        |                  |                                     | Sprengstoff                 | ABS-Geschäft | 2    | 30        | Libanesischer Bürgerkrieg    |
| 10. September 1987 | Pakistan         | Anschlag in Lahore         |                  |                                     | Sprengstoff                 | Markt        | 2    | 25        |                              |
| 16. September 1987 | Peru             | Anschlag in San Martín     | Leuchtender Pfad | marxistisch-leninistisch-maoistisch | Automatische Schusswaffe(n) | Dorf         | 15   | 30        | Bewaffneter Konflikt in Peru |

## Oktober
| Datum/Beginn     | Betroffenes Land | Anschlag                                           | Täter                  | Politische Ausrichtung                  | Mittel                      | Ziel                       | Tote | Verletzte | Hintergrund                  |
| ---------------- | ---------------- | -------------------------------------------------- | ---------------------- | --------------------------------------- | --------------------------- | -------------------------- | ---- | --------- | ---------------------------- |
| 03. Oktober 1987 | Peru             | Anschlag in Lima                                   | Leuchtender Pfad       | marxistisch-leninistisch-maoistisch     | Automatische Schusswaffe(n) | Dorf                       | 20   | 0         | Bewaffneter Konflikt in Peru |
| 06. Oktober 1987 | Sri Lanka        | Anschlag nahe Trincomalee                          | LTTE                   | autonomistisch, tamilisch-sozialistisch | Automatische Schusswaffe(n) | Dorf                       | 27   | 0         | Bürgerkrieg in Sri Lanka     |
| 06. Oktober 1987 | Sri Lanka        | Anschlag in Ampara                                 | LTTE                   | autonomistisch, tamilisch-sozialistisch | Automatische Schusswaffe(n) | Bus                        | 20   | 0         | Bürgerkrieg in Sri Lanka     |
| 06. Oktober 1987 | Sri Lanka        | Anschlag in Batticaloa                             | LTTE                   | autonomistisch, tamilisch-sozialistisch | Automatische Schusswaffe(n) | Dorf                       | 59   | 0         | Bürgerkrieg in Sri Lanka     |
| 06. Oktober 1987 | Sri Lanka        | Anschlag nahe Batticaloa                           | LTTE                   | autonomistisch, tamilisch-sozialistisch | Automatische Schusswaffe(n) | Zug                        | 40   | 0         | Bürgerkrieg in Sri Lanka     |
| 10. Oktober 1987 | Peru             | Anschlag in San Martín                             | Leuchtender Pfad       | marxistisch-leninistisch-maoistisch     |                             | Polizeieinheit             | 34   | 0         | Bewaffneter Konflikt in Peru |
| 13. Oktober 1987 | Simbabwe         | Anschlag in Harare                                 |                        |                                         | Autobombe                   | Einkaufszentrum, Parkplatz | 0    | 18        |                              |
| 13. Oktober 1987 | Sri Lanka        | Anschlag in Jaffna                                 | Tamilische Extremisten |                                         | Landmine                    | Indischer Militärkonvoi    | 20   | 0         | Bürgerkrieg in Sri Lanka     |
| 13. Oktober 1987 | Sri Lanka        | Anschlag in Batticaloa                             | Tamilische Extremisten |                                         | Automatische Schusswaffe(n) | Indische Militäreinheit    | 22   | 0         | Bürgerkrieg in Sri Lanka     |
| 13. Oktober 1987 | Sri Lanka        | Anschlag in Jaffna                                 | Tamilische Extremisten |                                         | Automatische Schusswaffe(n) | Indische Militäreinheit    | 30   |           | Bürgerkrieg in Sri Lanka     |
| 14. Oktober 1987 | Nicaragua        | Anschlag in Región Autónoma de la Costa Caribe Sur | RN                     |                                         | Automatische Schusswaffe(n) | Militäreinheit             | 20   | 0         | Contra-Krieg                 |
| 16. Oktober 1987 | Fidschi          | Anschlag in Suva                                   |                        |                                         | Sprengstoff                 | Kaufhaus                   | 0    | 1         |                              |
| 30. Oktober 1987 | Bangladesch      | Anschlag in Barishal                               |                        |                                         | Sprengstoff                 | Regierungsgebäude          | 20   | 0         |                              |

## November
| Datum/Beginn      | Betroffenes Land       | Anschlag                      | Täter                            | Politische Ausrichtung                  | Mittel                                 | Ziel                 | Tote | Verletzte | Hintergrund                   |
| ----------------- | ---------------------- | ----------------------------- | -------------------------------- | --------------------------------------- | -------------------------------------- | -------------------- | ---- | --------- | ----------------------------- |
| 01. November 1987 | Norwegen               | Anschlag in Oslo              |                                  |                                         | Sprengstoff                            | Polizeipräsidium     | 1    | 6         |                               |
| 02. November 1987 | Deutschland            | Anschlag in Frankfurt am Main |                                  |                                         | Pistole                                | Polizisten           | 2    | 0         |                               |
| 08. November 1987 | Vereinigtes Königreich | Anschlag in Enniskillen       | PIRA                             | autonomistisch, irisch-katholisch       | Zeitbombe                              | Soldaten, Zivilisten | 12   | 63        | Nordirlandkonflikt            |
| 09. November 1987 | Sri Lanka              | Anschlag in Colombo           | LTTE                             | autonomistisch, tamilisch-sozialistisch | Sprengstoff                            | Polizeistation       | 32   | 106       | Bürgerkrieg in Sri Lanka      |
| 11. November 1987 | Libanon                | Anschlag in Beirut            |                                  |                                         | Selbstmordattentäter                   | Flughafen Beirut     | 5    | 70        | Libanesischer Bürgerkrieg     |
| 12. November 1987 | Sri Lanka              | Anschlag in Vavuniya          | Tamilische Extremisten           |                                         | Landmine                               | Bus                  | 25   | 0         | Bürgerkrieg in Sri Lanka      |
| 14. November 1987 | Libanon                | Anschlag in Beirut            |                                  |                                         | Selbstmordattentäter                   | Krankenhaus          | 7    | 31        | Libanesischer Bürgerkrieg     |
| 17. November 1987 | Nicaragua              | Anschlag in Boaco             | RN                               |                                         | Automatische Schusswaffe(n)            | Militäreinheit       | 28   | 0         | Contra-Krieg                  |
| 20. November 1987 | Nicaragua              | Anschlag in León              | RN                               |                                         | Automatische Schusswaffe(n), Rakete(n) | Dorf                 | 8    | 30        | Contra-Krieg                  |
| 21. November 1987 | El Salvador            | Anschlag in Morazán           | FMLN                             | marxistisch-leninistisch                | Automatische Schusswaffe(n)            | Militäreinheit       | 20   | 0         | Salvadorianischer Bürgerkrieg |
| 21. November 1987 | Nicaragua              | Anschlag in Río San Juan      | RN                               |                                         | Automatische Schusswaffe(n)            | Militärposten        | 18   | 30        | Contra-Krieg                  |
| 23. November 1987 | Nicaragua              | Anschlag in Río San Juan      | RN                               |                                         | Automatische Schusswaffe(n), Mörser    | Farm                 | 11   | 29        | Contra-Krieg                  |
| 27. November 1987 | Pakistan               | Anschlag in Peschawar         |                                  |                                         | Sprengstoff                            | Markt                | 0    | 20        |                               |
| 28. November 1987 | Mosambik               | Anschlag in Maputo            | Resistência Nacional Moçambicana | nationalistisch, konservativ            | Automatische Schusswaffe(n)            | Regierungskonvoi     | 63   | 78        | Mosambikanischer Bürgerkrieg  |

## Dezember
| Datum/Beginn      | Betroffenes Land | Anschlag                | Täter                       | Politische Ausrichtung                                               | Mittel                      | Ziel                                        | Tote | Verletzte | Hintergrund                   |
| ----------------- | ---------------- | ----------------------- | --------------------------- | -------------------------------------------------------------------- | --------------------------- | ------------------------------------------- | ---- | --------- | ----------------------------- |
| 10. Dezember 1987 | Peru             | Anschlag in La Libertad | Leuchtender Pfad            | marxistisch-leninistisch-maoistisch                                  | Automatische Schusswaffe(n) | Dorf                                        | 24   | 0         | Bewaffneter Konflikt in Peru  |
| 11. Dezember 1987 | Spanien          | Anschlag in Saragossa   | ETA                         | autonomistisch, baskisch-nationalistisch                             | Autobombe                   | Guardia-Civil-Kaserne                       | 11   | 88        | ETA-Konflikt                  |
| 22. Dezember 1987 | Peru             | Anschlag in Moquegua    | MRTA                        | marxistisch-leninistisch, links-nationalistisch, antiimperialistisch | Automatische Schusswaffe(n) | Militärposten                               | 10   | 20        | Bewaffneter Konflikt in Peru  |
| 26. Dezember 1987 | Pakistan         | Anschlag in Islamabad   |                             |                                                                      | Autobombe                   | Markt                                       | 1    | 40        |                               |
| 27. Dezember 1987 | Spanien          | Anschlag in Barcelona   | Catalan Red Liberation Army | katalanisch-autonomistisch, antiimperialistisch, kommunistisch       | Granate                     | Bar (Teil der United Service Organizations) | 1    | 9         |                               |
| 27. Dezember 1987 | Sri Lanka        | Anschlag in Batticaloa  | LTTE                        | autonomistisch, tamilisch-sozialistisch                              | Automatische Schusswaffe(n) | Markt                                       | 25   | 11        | Bürgerkrieg in Sri Lanka      |
| 28. Dezember 1987 | El Salvador      | Anschlag in La Libertad | FMLN                        | marxistisch-leninistisch                                             | Automatische Schusswaffe(n) | Militäreinheit                              | 0    | 20        | Salvadorianischer Bürgerkrieg |
| 31. Dezember 1987 | Sri Lanka        | Anschlag in Kandy       | LTTE                        | autonomistisch, tamilisch-sozialistisch                              | Sprengstoff                 | Hotel                                       | 4    | 60        | Bürgerkrieg in Sri Lanka      |